# Obehörigt avvikande från olycksplats
Obehörigt avvikande från olycksplats eller smitning är ett brott som man gör sig skyldig till om man olovligen försvinner från en plats där det hänt en olycka eller liknande.
Om man varit inblandad i t.ex. en olycka, ska man ringa 112 om skadade behöver hjälp och oavsett om man anser sig vara utan del i olyckan, ska man stanna kvar vid olycksplatsen tills alla uppgifter angående olyckan har lämnats och ens hjälp inte längre behövs. Den som skadat ett djur eller ett föremål ska omedelbart polisanmäla det och markera olycksplatsen. Görs inte detta, kan man dömas för smitning till dagsböter/fängelse och om olyckan inträffat i trafiken, kan körkortet dras in.
I Sverige regleras brottet av Lagen om straff för vissa trafikbrott.